# Основное состояние
Основно́е состоя́ние квантовомехани́ческой систе́мы — стационарное состояние, энергия системы в котором минимальна. В квантовой теории поля это состояние иногда называют квантовым вакуумом, а соответствующую энергию — нулевой. 

## Описание
В соответствии с третьим законом термодинамики, система может находиться в основном состоянии лишь при абсолютном нуле. Его энтропия определяется вырождением квантового вакуума, а состояния с одинаковой наименьшей энергией называются вырожденными (вырождение характерно для высокосимметричных систем и может обнаруживаться при спонтанном нарушении симметрии).
Температура является монотонно нарастающей функцией энергии индивидуальных частиц, и системы в «холодной» среде обычно находятся в основном состоянии. Для многих систем, например атомов, «холодной» является даже комнатная температура. 
Хотя в основном состоянии достигается энергетический минимум, система способна содержать колоссальное количество энергии и при этих условиях. Это видно на примере распределения Ферми для электронов в металле: температура Ферми большинства электронов вблизи уровня Ферми составляет около 10 тыс. кельвин. Но извлечь энергию нельзя, так как электронный газ не может принять ещё более низкое энергетическое состояние, такого просто не существует.

## Пример
Найдём основное состояние, которое будет решением уравнения Шрёдингера для квантового гармонического осциллятора:
{\displaystyle -{\frac {\hbar ^{2}}{2m}}{\frac {d^{2}\Psi (x)}{dx^{2}}}+{\frac {1}{2}}m\omega ^{2}x^{2}\Psi (x)=E\Psi (x)}.
Здесь {\displaystyle \Psi (x)} — волновая функция, {\displaystyle x} — координата, {\displaystyle \omega } — частота, {\displaystyle m} — масса частицы, {\displaystyle \hbar } — редуцированная постоянная Планка, {\displaystyle E} — полная энергия.  
Испробуем волновую функцию формы
{\displaystyle \Psi (x)=Ce^{-\alpha x^{2}/2}},
где {\displaystyle C} и {\displaystyle \alpha } — константы. Подстановкой этой функции в уравнение Шрёдингера через вторую производную получаем
{\displaystyle {\frac {d\Psi }{dx}}=-C{\frac {\alpha }{2}}e^{-\alpha x^{2}/2}2x,\qquad {\frac {d^{2}\Psi }{dx^{2}}}=-C\alpha e^{-\alpha x^{2}/2}+C\alpha ^{2}x^{2}e^{-\alpha x^{2}/2}},
{\displaystyle -{\frac {\hbar ^{2}}{2m}}\lbrack {-\alpha +\alpha ^{2}x^{2}}\rbrack \Psi +{\frac {1}{2}}m{\omega }^{2}x^{2}\Psi =E\Psi }.
Чтобы это было решением для всех {\displaystyle x}, коэффициенты должны быть одинаковы при всех степенях. Этим мы можем совместить краевые условия с дифференциальным уравнением. Выравниваем коэффициенты:
{\displaystyle -{\frac {\hbar ^{2}\alpha ^{2}}{2m}}+{\frac {1}{2}}m\omega ^{2}=0} и {\displaystyle \alpha ={\sqrt {\frac {m\omega }{\hbar }}}}.
И со свободными членами получаем энергию
{\displaystyle -{\frac {\hbar ^{2}}{2m}}{\frac {m\omega }{\hbar }}=E_{0}={\frac {\hbar \omega }{2}}}.
То есть энергия системы, описываемой квантовым гармоническим осциллятором, не может быть равна нулю. Получается, что реальные описываемые таким осциллятором физические системы вроде атомов в твёрдой решётке или полиатомной молекуле в газе имеют конечную нулевую энергию даже при абсолютном нуле. Энергию основного колебательного состояния называют также нулевыми колебаниями. Этой энергии хватает, например, чтобы гелий-4 не замёрз при атмосферном давлении независимо от того, насколько низка температура.